# Amurleopard
Amurleoparden er en underart af leoparden. Den lever i regionen Primorskij i det sydøstlige Rusland, hvilket er et område, hvor størstedelen er dækket af skov. Når den fugtige og varme monsun om sommeren blæser fra Stillehavet, kan temperaturen nå op på 40 grader. Om vinteren strømmer derimod iskold luft ned fra Sibirien og temperaturen kan falde til -30 grader. Under disse ekstreme forhold lever de sidste vilde amurleoparder, der omkring 2007 talte 14-20 voksne og 5-6 unger. Kattene har fået navn efter floden Amur.
Med sin meget tykke vinterpels og store øjepletter er amurleoparden forskellig fra den mere almindelige afrikanske leopard. Af udseende minder amurleoparden næsten om en brun sneleopard.